# サンクレスト
株式会社 サンクレスト（英称：Suncrest Co.,Ltd.）は、大阪府東大阪市南上小阪に本社を置く、各種モニター・液晶画面保護フィルター、ケータイ用アクセサリーの製造販売をおこなう企業である。

## 会社概要
「子供の目を守り、視力低下を防ぐ」という目的で、OA機器やテレビ画面の紫外線カットのフィルター「TVシールド」を製造販売する企業として創業される。現在はこの市場は規模が狭くなったものの、近年では、携帯電話及びスマートフォンでのプライバシー保護と、情報流出を防止すべく開発されたフィルター「メールブロック」が主力製品となっており、現在シェアは4割を占める。
この他、ケータイ用デコや各種アクセサリでも高いシェアを持っており、各種キャラクタからの使用ライセンスを得た製品を、海外に輸出している。

## 沿革
- 1986年 - サンクレスト創立。
- 1987年 - 資本金1000万円で株式会社に改組。
- 1992年 - TVシールドがJAS（ジャパンテレビゲームチェーン協会）の推奨品に認定。
- 1994年 - 大阪市平野区に本社移転。
- 1999年 - 日本小児神経学会において、TVフィルターが光突発反応に有効であると発表される。
- 2000年 - サンフィルター　ハンディーゲーム機用発売。
- 2001年 - のぞき見防止メールブロック新発売。東京営業所開設（東京都千代田区飯田橋）。
- 2004年 - 東京都文京区後楽へ東京営業所移転。
- 2005年 - 新社屋完成に伴い大阪本社（現在地へ）移転。

## 主な商品
- メールブロック
- ジュエリーシール
- アイドレス（スマートフォンケース）

など